# 大庭忠男
大庭 忠男（おおば ただお、1916年6月24日 -2012年12月26日 ）は、日本の翻訳家。

## 経歴
佐賀県三養基郡北茂安町（現みやき町）生まれ。日本大学高等師範部英語科卒業。極東国際軍事裁判国際検察部翻訳顧問、米国映画字幕翻訳、米国ニュース日本語版監修、英米推理小説翻訳などを行う。エラリー・クイーン、シドニィ・シェルダン、コリン・デクスターなどを多く翻訳。1999年唯一の著書で、ポツダム宣言受諾後も戦争が続いた件について記した。

## 著書
- 『戦後、戦死者五万人のなぞをとく 1945.8.15』（本の泉社） 1999

## 翻訳
- 『殺人百科』（コリン・ウイルソン, P・ピットマン、弥生書房） 1963
- 『ビッグ・ドリンク コカ・コーラ式商法』（E・J・カーン・ジュニア、至誠堂新書） 1965
- 『白尾ウサギは死んだ』（ジョン・ボール、早川書房） 1967、のち文庫
- 『アンバー・ナイン』（ジョン・ガードナー、早川書房、世界ミステリシリーズ）1967
- 『絞殺 ボストンを襲った狂気』（ジェロルド・フランク、早川書房） 1968、のち文庫
- 『夜の戦いの旅』（ウインストン・グレアム、早川書房、世界ミステリシリーズ）1968
- 『憲兵トロットの汚名』（ディヴィッド・イーリィ、早川書房） 1968、のち文庫
- 『マフィアの誕生 掟と復讐』（ノーマン・ルイス、早川書房、ハヤカワ・ノンフィクション）1972
- 『蝋のりんご 刑事くずれ』（タッカー・コウ、早川書房、世界ミステリシリーズ）1973
- 『妖術師の島』（A・H・Z・カー、早川書房、世界ミステリシリーズ）1973
- 『盃のなかのトカゲ』（ピーター・ディキンスン、早川書房） 1975
- 『暗号指令タンゴ』（アダム・ホール、早川書房） 1976、のち文庫
- 『処刑のデッドライン』（クラーク・ハワード、早川書房） 1980
- 『TVショウ・ハイジャック』（R・トンプスン, T・デイリィ、創元推理文庫） 1981
- 『ホッグズ・バックの怪事件』（フリーマン・W・クロフツ、創元推理文庫） 1983
- 『眠れるスフィンクス』（ジョン・ディクスン・カー、ハヤカワ文庫） 1983
- 『ワイアットの復讐』（デイヴィッド・ゲシン、早川書房） 1984
- 『サウサンプトンの殺人』（F・W・クロフツ、創元推理文庫） 1984
- 『神々がほほえむ夜』（エリック・ライト、ハヤカワ文庫） 1985
- 『煙が知っている』（エリック・ライト、ハヤカワ文庫） 1986
- 『エンジェル家の殺人』（ロジャー・スカーレット、創元推理文庫） 1987
- 『スターヴェルの悲劇』（F・W・クロフツ、創元推理文庫） 1987
- 『夜の国の逃亡者』（ブライアン・ムーア、ハヤカワ文庫） 1989
- 『吠える男』（エドワード・マーストン、早川書房） 1997

### エラリイ・クイーン
- 『恐怖の研究』（エラリイ・クイーン、早川書房） 1967、のち文庫
- 『帝王死す』（エラリイ・クイーン、ハヤカワ文庫） 1977
- 『九尾の猫』（エラリイ・クイーン、ハヤカワ文庫） 1978
- 『アメリカ銃の秘密』（エラリイ・クイーン、ハヤカワ文庫） 1989
- 『スペイン岬の秘密』（エラリイ・クイーン、ハヤカワ文庫） 2002
- 『日本庭園の秘密』（エラリイ・クイーン、ハヤカワ文庫） 2003
- 『ハートの4』（エラリイ・クイーン、 ハヤカワ文庫） 2004

### シドニイ・シェルドン
- 『裸の顔』（シドニイ・シェルドン、早川書房） 1972、のち文庫
- 『真夜中の向う側』（シドニイ・シェルドン、早川書房） 1977、のち文庫
- 『華麗なる血統』（シドニイ・シェルドン、早川書房） 1979、のち文庫
- 『天使の怒り』（シドニイ・シェルドン、早川書房） 1982、のち文庫

### コリン・デクスター
- 『ウッドストック行最終バス』（コリン・デクスター、早川書房） 1976、のち文庫
- 『キドリントンから消えた娘』（コリン・デクスター、早川書房） 1977、のち文庫
- 『ニコラス・クインの静かな世界』（コリン・デクスター、早川書房） 1979、のち文庫
- 『死者たちの礼拝』（コリン・デクスター、早川書房） 1980、のち文庫
- 『ジェリコ街の女』（コリン・デクスター、早川書房） 1982、のち文庫
- 『謎まで三マイル』（コリン・デクスター、早川書房） 1985、のち文庫
- 『別館三号室の男』（コリン・デクスター、早川書房） 1987、のち文庫
- 『オックスフォード運河の殺人』（コリン・デクスター、早川書房） 1991、のち文庫
- 『消えた装身具』（コリン・デクスター、早川書房） 1992、のち文庫
- 『森を抜ける道』（コリン・デクスター、早川書房） 1993、のち文庫
- 『モース警部、最大の事件』（コリン・デクスター、共訳、早川書房） 1995、のち文庫
- 『カインの娘たち』（コリン・デクスター、早川書房） 1995、のち文庫
- 『死はわが隣人』（コリン・デクスター、早川書房） 1998、のち文庫
- 『悔恨の日』（コリン・デクスター、早川書房） 2000、のち文庫

### トニイ・ヒラーマン
- 『魔力』（トニイ・ヒラーマン、ハヤカワ文庫） 1990
- 『時を盗む者』（トニイ・ヒラーマン、ハヤカワ文庫） 1990
- 『黒い風』（トニイ・ヒラーマン、ハヤカワ文庫） 1991
- 『話す神』（トニイ・ヒラーマン、ハヤカワ文庫） 1992
- 『コヨーテは待つ』（トニイ・ヒラーマン、ハヤカワ文庫） 1993
- 『聖なる道化師』（トニイ・ヒラーマン、ハヤカワ文庫） 1994